# Kirsten Hohlstein
Kirsten Hohlstein es una deportista alemana que compitió para la RFA en natación sincronizada. Ganó una medalla de bronce en el Campeonato Europeo de Natación de 1983, en la prueba de equipo.

## Palmarés internacional
| Campeonato Europeo | Campeonato Europeo | Campeonato Europeo | Campeonato Europeo |
| Año                | Lugar              | Medalla            | Prueba             |
| ------------------ | ------------------ | ------------------ | ------------------ |
| 1983               | Roma (Italia)      | Medalla de bronce  | Equipo             |